# Amatoxina
Las amatoxinas son un grupo de toxinas, algunas de ellas hepatotóxicas, que se encuentran en varias especies de hongos de los géneros Amanita, Galerina y Lepiota y una  especie, del género Conocybe, C. filaris. Amanita phalloides  la oronja verde, es el hongo que las contiene en mayor proporción. Actúan bloqueando la transcripción de las ARN polimerasa  1 y 2 en eucariontes, es decir bloquea la síntesis proteica en las células. Tal vez las amatoxinas se acomoden en un sitio simétrico en la polimerasa o bien en el complejo ADN/RNA polimerasa. Finalmente provocan la necrosis del hígado y los riñones.  

## Síntomas
El hígado es el órgano principalmente afectado. El envenenamiento provoca dolores de estómago, náuseas, vómitos, diarrea grave, otros dolores extremos y hemorragias, causando finalmente la muerte del paciente por paro cardiaco, aproximadamente, a los dos días de ingerir la toxina.

## Estructura

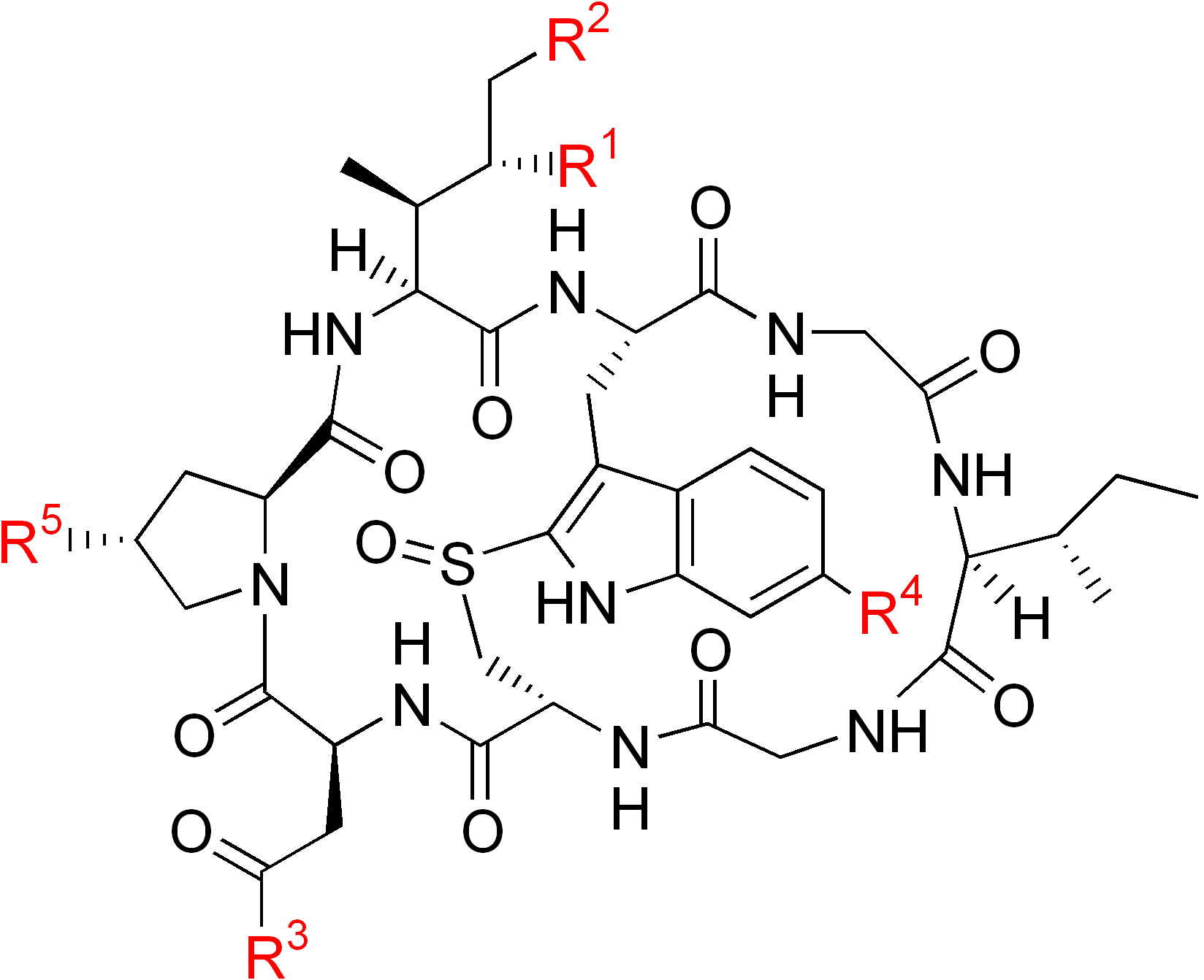
La estructura básica, en negro, es la misma en todas las amatoxinas. Cinco radicales, en rojo, determinan el compuesto individual.

Hay al menos  ocho tipos de amatoxinas, todos ellos son octapepticos con configuración biciclica. La α-amanitina y la β-amanitina son las más abundantes y las principales causantes de la toxicidad. Las restantes γ-amanitina,  ε-amanitina, proamanulina, amanulina, ácido amanulico, y amanina son prácticamente atóxicas. La concentración de amatoxinas en amanita phalloides es variable dependiendo del espécimen, la dosis mortal en humanos es de alrededor de 0.1 mg/kg.
| Name              | R1 | R2 | R3  | R4 | R5 |
| ----------------- | -- | -- | --- | -- | -- |
| α-Amanitina       | OH | OH | NH2 | OH | OH |
| β-Amanitina       | OH | OH | OH  | OH | OH |
| γ-Amanitina       | H  | OH | NH2 | OH | OH |
| ε-Amanitina       | H  | OH | OH  | OH | OH |
| Amanulina         | H  | H  | NH2 | OH | OH |
| Ácido amanulínico | H  | H  | OH  | OH | OH |
| Amaninamida       | OH | OH | NH2 | H  | OH |
| Amanina           | OH | OH | OH  | H  | OH |
| Proamanunila      | H  | H  | NH2 | OH | H  |

## Toxicodinamia
Su mecanismo de acción se centra en la inhibición de la ARN polimerasa II interfiriendo así en la síntesis de ARN mensajero y la transcripción de ADN, generando una interrupción en la síntesis proteica y la muerte celular.
La toxicidad se manifiesta especialmente en los hepatocitos, acumulándose sobre todo en el núcleo, los enterocitos y las células epiteliales de los túbulos proximales renales.
Otros mecanismos de acción con menor importancia son la sinergia con mediadores de apoptosis, como el factor de necrosis tumoral (TNF) y la participación en la oxidación celular, produciendo estrés oxidativo al aumentar las enzimas prooxidantes, agravando la hepatotoxicidad.

## Toxicocinética
Las amatoxinas se absorben rápidamente a nivel intestinal y alcanzan el hígado y la circulación general por vía portal, detectándose en orina en torno a las 2 horas siguientes tras la ingesta.
La principal vía de excreción es la renal, aunque en torno a un 10% se elimina vía biliar, lo que hace que se establezca una circulación enterohepática que permite que las concentraciones plasmáticas del tóxico permanezcan más tiempo y durante días posteriores se pueden encontrar cantidades importantes en hígado y heces.
Las amatoxinas circulan de forma libre en plasma, ya que no se unen a proteínas plasmáticas. Su volumen de distribución es similar al del espacio extracelular y su aclaramiento renal, al de la creatinina.